# Дифаи
Организация «Дифаи» (азерб. دیفاعی / Difai, Защита) — секретная контртеррористическая организация сформированная в 1906 году в городе Гянджа в целях противодействия армянской партии «Дашнакцутюн».

## История

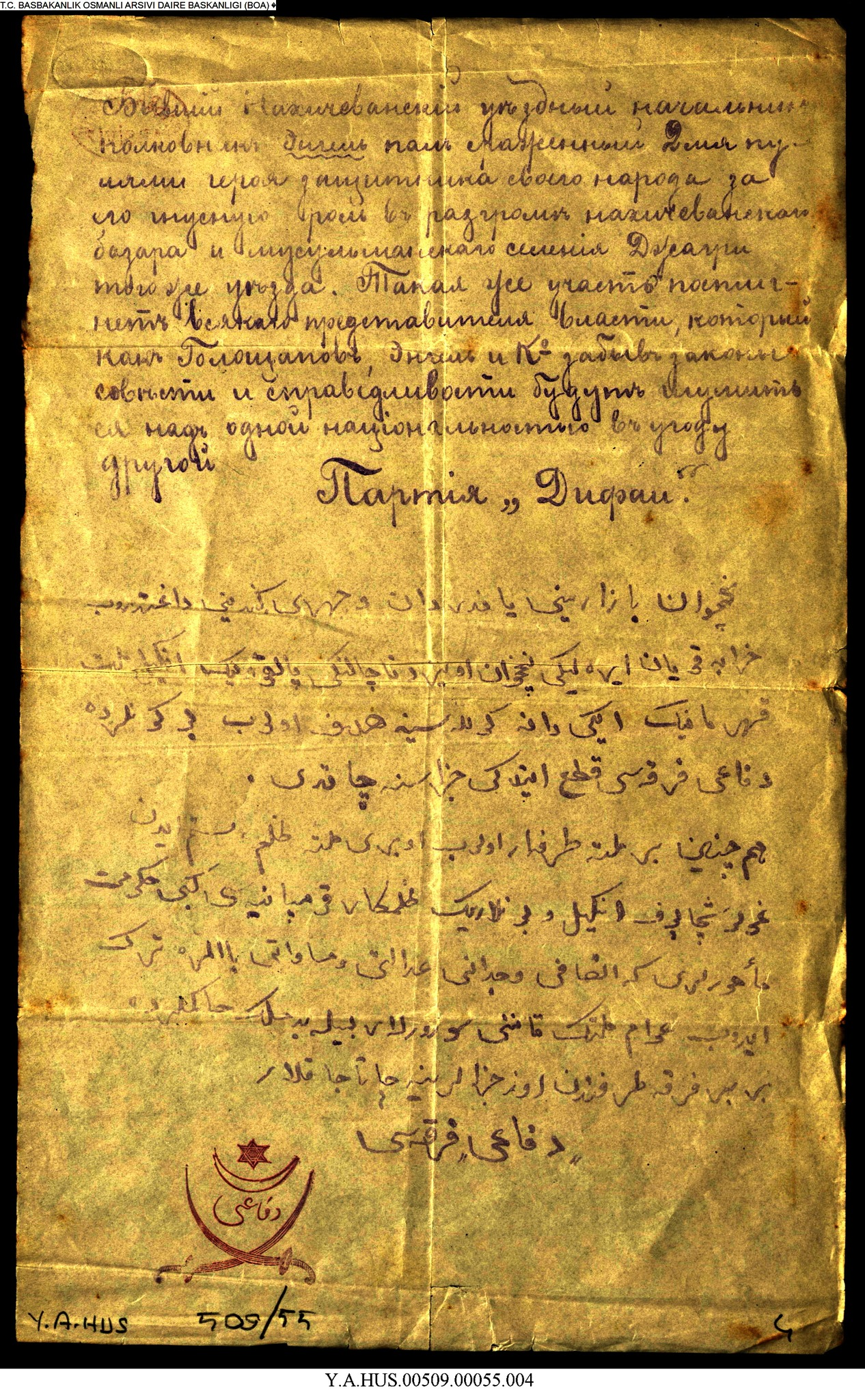
Ультиматум партии «Дифаи» на русском и азербайджанских языках в связи с убийством нахичеванского уездного начальника полковника Энгеля

Созданная в качестве контртеррористической силы против армянской партии «Дашнакцутюн», на самом деле «Дифаи» сама прибегала к актам индивидуального террора, главным образом против царских чиновников — полиции и военных, — которые, по мнению американского историка профессора Тадеуша Светоховского, поощряли армян к антимусульманским эксцессам.
Организация была создана влиятельными гянджинцами — Худадат-беком Рафибековым, Шафи-беком Рустамбековым, братьями Алескер-беком и Халил-беком Хасмаммедовами, Исмаил ханом Зиятхановым, Насиб-беком Усуббековым, Ахмед-беком Агаевым и Гасан-беком Агаевым.
Также среди её членов были Кара-бек Карабеков, Бехбуд хан Джаваншир, Герай-бек Герайбеков, Маммед Гасан Гаджинский, Иса-бек Ашурбеков и Нифтали-бек Бейбутов. Лидеры организации также верили, что российские власти поддерживают армян с целью провоцирования конфликтов в Закавказье, чтобы противостоять объединению его жителей. Поэтому «Дифаи» также направляла свои усилия против ряда российских чиновников, организовывая их убийства.
Чтобы положить конец межобщинным розням, «Дифаи» начала поддерживать контакты с «Дашнакцутюн» и Османской лигой децентрализации.
После 1909-го года её деятельность приостановилась, вплоть до Февральской революции 1917-го года, когда она вошла в Исполнительный комитет общественных организаций Гянджи.